# I. Stanford Jolley
Isaac Stanford Jolley (New Jersey, VS, 24 oktober 1900 - Woodland Hills, Los Angeles, Californië, VS, 7 december 1978) was een Amerikaans acteur.
De besnorde Jolley was veelvuldig te zien in B-westerns, veelal als een outlaw. Ook speelde hij vaak gastrollen in westernseries als Gunsmoke, Bonanza, The Wild Wild West, The Big Valley en Rawhide. Wel speelde hij vaak kleine rollen en stond vaak niet eens op de aftiteling. Volgens zijn vrouw ontving hij nooit meer dan 100 dollar per film. 
Al met al werkte hij sinds de jaren 30 tot 1976 in zo'n 350 producties mee, dat toch wel haast een record genoemd mag worden. Vermoedelijk speelde hij nog in meer producties mee, maar dit is nooit gearchiveerd.
Zijn zoon Stan Jolley is artdirector en productie-designer. 
Hij overleed op 78-jarige leeftijd aan een emfyseem.

## Filmografie
- Chasing Trouble (1940) - Molotoff
- Midnight Limited (1940) - Frenchie, the Phantom Robber
- Rolling Home to Texas (1940) - Red
- Trail of the Silver Spurs (1941) - The jingler
- Emergency Landing (1941) - Karl
- Desperate Cargo (1941) - Carter
- Gentleman from Dixie (1941) - Kirkland
- Black Dragons (1942) - The Dragon
- Arizona Round-Up (1942) - Ed Spincer
- House of Errors (1942) - Politieman
- Boot Hill Bandits (1942) - The Mesquite Kid
- Perils of the Royal Mounted (1942) - Pierre (schurk)
- Prairie Pals (1942) - Ace Shannon
- Border Roundup (1942) - Masters
- Outlaws of Boulder Pass (1942) - Gil Harkness
- The Rangers Take Over (1942) - Rance Blair
- The Kid Rides Again (1943) - Mort Slade
- Bad Men of Thunder Gap (1943) - Bill Norne
- Wild Horse Stampede (1943) - Commissaris Brent
- Death Rides the Plains (1943) - Handlanger Rogan
- The Black Raven (1943) - Whitey Cole
- Wolves of the Range (1943) - Harry Dorn
- Frontier Law (1943) - Handlanger Weasel
- Blazing Frontier (1943) - Luther Sharp
- Trail of Terror (1943) - Handlanger Hank
- The Return of the Rangers (1943) - Ben Bolton
- What a Man! (1944) - Parsons
- Outlaw Roundup (1944) - Red Hayden
- Oklahoma Raiders (1944) - Handlanger Higgins
- Shake Hands with Murder (1944) - Mr. Haskins
- Charlie Chan in the Chinese Cat (1944) - Gannet
- The Desert Hawk (1944) - Saladin
- Call of the Jungle (1944) - Carlton
- Brand of the Devil (1944) - Jack Varno (eigenaar, Golden Ace)
- Gangsters of the Frontier (1944) - Bart Kern
- The Whispering Skull (1944) - Duke Walters
- Lightning Raiders (1945) - Handlanger Kane
- Trouble Chasers (1945) - Lefty Reed
- Springtime in Texas (1945) - Marshal Mullins
- The Ganster's Den (1945) - Advocaat Horace Black
- Mr. Muggs Rides Again (1945) - Mike Hanlin
- Stagecoach Outlaws (1945) - Steve Kirby
- Frontier Fugitives (1945) - Handlanger Frank Sneed
- Jungle Raiders (1945) - Handlanger Brent
- Flaming Bullets (1945) - Sid Tollier
- Fighting Bill Carson (1945) - Clay Allison
- Prairie Rustlers (1945) - Handlanger Matt
- The Navajo Kid (1945) - Honest John Grogan
- Six Gun Man (1946) - Matt Haley
- Ambush Trail (1946) - Hatch Bolton
- Swing, Cowboy, Swing (1946) - James Beeton
- The People's Choice (1946) - Dan Seymour
- Terrors on Horseback (1946) - Grant Barlow, eigenaar saloon
- Daughter of Don Q (1946) - Lippy Monroe (schurk)
- 'Neath Canadian Skies (1946) - Bill Haley
- The Crimson Ghost (1946) - Dr. Blackton
- North of the Border (1946) - Ivy Jenkins
- Silver Range (1946) - Sheriff Armstrong
- Wild Country (1947) - Rip Caxton
- Land of the Lawless (1947) - Cherokee Kid
- The Black Widow (1947) - Dr. Z.V. Jaffa
- The Prince of Thieves (1948) - Bowman
- Check Your Guns (1948) - Brad Taggert
- Oklahoma Blues (1948) - Beasley
- Tex Granger, Midnight Rider of the Plains (1948) - Rance Carson
- Dangers of the Canadian Mounted (1948) - Professor J.P. Belanco
- Feudin', Fussin' and A-Fightin (1948) - Bewaker
- The Fighting Ranger (1948) - Pop Sinclair
- Congo Bill (1948) - Bernie McGraw
- Adventures of Frank and Jesse James (1948) - Attorney Ward
- Gunning for Justice (1948) - Blake
- Gun Law Justice (1949) - Duke Corliss
- Ghost of Zorro (1949) - Paul Hobson
- Rimfire (1949) - Toad Tyler
- Son of Billy the Kid (1949) - Handlanger Matt Fergus
- Stampede (1949) - Link Spain
- King of the Rocket Men (1949) - Prof. Bryant
- Trouble at Melody Mesa (1949) - Mark Simmons
- Haunted Trails (1949) - Joe Rankin
- Roll, Thunder, Roll! (1949) - El Conejo
- Bandit King of Texas (1949) - Land Agent
- The Baron of Arizona (1950) - Mr. Richardson, secretaris van the Interior
- The Lone Ranger (televisieserie) - Asa Jones (Afl., Rifles and Renegades, 1950)
- The Gene Autry Show (televisieserie) - Outlaw met snor (Afl., The Breakup, 1950)
- The Lone Ranger (televisieserie) - Stark Durfee (Afl., Eye for an Eye, 1950)
- Curtain Call at Cactus Creek (1950) - Pecos
- Sierra (1950) - Snake Willens
- Trigger, Jr. (1950) - Doc Brown
- Pirates of the High Seas (1950) - Turner, island trader bit
- Desperadoes of the West (1950) - J.B. 'Dude' Dawson
- The Return of Jesse James (1950) - Commissaris Morton
- The Lone Ranger (televisieserie) - Seth, oudere schurk (Afl., Lady Killer, 1950)
- The Cisco Kid (televisieserie) - Willard Parker (Afl., Lynching Story, 1950)
- The Gene Autry Show (televisieserie) - Outlaw kok (Afl., Twisted Trails, 1950)
- Canyon Riders (1951) - Sam Wellman (rustler)
- Don Daredevil Rides Again (1951) - Sheriff
- Nevada Badmen (1951) - Old man Waller
- The Cisco Kid (televisieserie) - A.W. Parker (Afl., Confession for Money, 1951)
- Oklahoma Justice (1951) - Sam Fleming
- Whistling Hills (1951) - Chet Norman
- Lawless Cowboys (1951) - Sheriff
- Cattle Queen (1951) - Scarface, Outlaw-leider
- The Longhorn (1951) - Charlie
- Texas Lawmen (1951) - Bart Morrow
- Captain Video, Master of the Stratosphere (1951) - Zarol [Chs. 8-9]
- The Cisco Kid (televisieserie) - Parker (Afl., Pancho Hostate, 1951)
- The Cisco Kid (televisieserie) - Jim Walker (Afl., Hidden Valley, 1951)
- Gruen Guild Playhouse (televisieserie) - Rol onbekend (Afl., Iron Woman, 1952)
- Fort Osage (1952) - Sam Winfield
- Waco (1952) - 'Curly' John Ivers
- Rodeo (1952) - Pete Adkins
- Leadville Gunslinger (1952) - Cliff Saunders
- Man from the Black Hills (1952) - Pete Ingram
- The Gunman (1952) - Dan Forester
- Wild Stallion (1952) - Bill Cole
- Kansas Territory (1952) - Slater
- Adventures of Wild Bill Hickok (televisieserie) - Leach (Afl., Photographer Story, 1952)
- Wagons West (1952) - Slocum
- Dead Man's Trail (1952) - Silvertown Sheriff
- Yukon Gold (1952) - Charlie
- The Cisco Kid (televisieserie) - Sam Carson (Afl., Quarter Horse, 1952)
- Adventures of Wild Bill Hickok (televisieserie) - Logan (Afl., A Joke on Sir Anthony, 1952)
- The Roy Rogers Show (televisieserie) - Jed Collins (Afl., Unwilling Outlaw, 1952)
- Gang Busters (televisieserie) - Bankbewaker (Afl., The Case of Willie Sutton, 1952)
- Wyoming Roundup (1952) - Burgemeester Earl Craven
- The Raiders (1952) - Mountain Jim Ferris
- The Roy Rogers Show (televisieserie) - Mac (Afl., Ghost Gulch, 1952)
- The Range Rider (televisieserie) - Ed (Afl., The Black Terror, 1953)
- The Range Rider (televisieserie) - Rol onbekend (Afl., Hideout, 1953)
- I Beheld His Glory (Televisiefilm, 1953) - Dismas
- The Lone Ranger (televisieserie) - Will Motter (Afl., Trader Boggs, 1953)
- Space Patrol (televisieserie) - Jim Todd (Afl., Fraud on Titan, 1953)
- The Marksman (1953) - Marshal Bob Scott
- The Cisco Kid (televisieserie) - Henry Wilcox (Afl., Freedom of the Press, 1953)
- Rebel City (1953) - Perry
- The Lone Ranger (televisieserie) - Don Esteban (Afl., Bandits in Uniform, 1953)
- The Cisco Kid (televisieserie) - Gus Brown (Afl., The Raccoon Story, 1953)
- The Lost Planet (1953) - Robot Nr. 9
- The Lone Ranger (televisieserie) - Dave, een schurk (Afl., Hidden Fortune, 1953)
- Son of Belle Starr (1953) - Rocky
- Vigilante Terror (1953) - Matt Taylor
- Tumbleweed (1953) - Ted
- Hopalong Cassidy (televisieserie) - Wade (Afl., The Renegade Press, 1954)
- The Adventures of Kit Carson (televisieserie) - Rol onbekend (Afl., The Dry Creek Case, 1954)
- Annie Oakley (televisieserie) - Rol onbekend (Afl., Annie Gets Her Man, 1954)
- The Forty-Niners (1954) - Everett
- Stories of the Century (televisieserie) - Sheriff Bascome (Afl., Black Bart, 1954)
- Space Patrol (televisieserie) - Rol onbekend (Afl., The Prisoner of the Giant Comet, 1954)
- Space Patrol (televisieserie) - Dr. Lambert (Afl., The Hidden Treasure of Mars, 1954)
- The Gene Autry Show (televisieserie) - Jesse Whately (Afl., Talking Guns, 1954)
- The Desperado (1954) - Garner
- Man with the Steel Whip (1954) - Sloane - Assayer, Ch. 12
- Two Guns and a Badge (1954) - Winkelier Allen
- The Gene Autry Show (televisieserie) - Joe, ongeschoren handlanger (Afl., Civil War at Deadwood, 1954)
- Captain Midnight (televisieserie) - Sheriff (Afl., Deadly Diamonds, 1954)
- Adventures of Wild Bill Hickok (televisieserie) - Jasper Enlow (Afl., Ol' Pardner Rides Again, 1954)
- Day of Triumph (1954) - Rol onbekend
- The Cisco Kid (televisieserie) - Roderick Lamoreux (Afl., Harry the Heir, 1954)
- The Cisco Kid (televisieserie) - Slim Lennox (Afl., Stolen River, 1955)
- Tales of the Texas Rangers (televisieserie) - Sheriff Clinton (Afl., West of Sonora, 1955)
- Death Valley Days (televisieserie) - Colby (Afl., California's First Ice Man, 1955)
- The Cisco Kid (televisieserie) - Professor Danforth (Afl., Montezuma's Treasure, 1955)
- Commando Cody: Sky Marshal of the Universe (televisieserie) - Hardy (Afl., Cosmic Vengeance, 1955)
- The Adventures of Champion (televisieserie) - Rol onbekend (Afl., Hangman's Noose, 1955)
- The Violent Years (1956) - Rechter Clara
- Jungle Jim (televisieserie) - Bremer (Afl., Voodoo Drums, 1956)
- The Wild Dakotas (1956) - Tábor
- Wetbacks (1956) - Fred
- I Killed Wild Bill Hickok (1956) - Henry Longtree
- Kentucky Rifle (1956) - Jed Williams
- The Young Guns (1956) - Felix Briggs
- Sky King (televisieserie) - Dr. Sommers (Afl., The Plastic Ghost, 1956)
- Sergeant Preston of the Yukon (televisieserie) - Sam Haley (Afl., The Fancy Dan, 1956)
- Sky King (televisieserie) - Ben (Afl., Fish Out of Water, 1956)
- The Roy Rogers Show (televisieserie) - Rol onbekend (Afl., His Weight in Wildcats, 1956)
- The Halliday Brand (1957) - Gentry
- Outlaw Queen (1957) - Conway
- The Iron Sheriff (1957) - Walden
- Adventures of Superman (televisieserie) - Spike (Afl., The Stolen Elephant, 1957)
- The Oklahoman (1957) - Winkelhouder
- Death Valley Days (televisieserie) - Rol onbekend (Afl., California Gold Rush in Reverse, 1957)
- Tales of Wells Fargo (televisieserie) - Rol onbekend (Afl., The Inscrutable Man, 1957)
- 26 Men (televisieserie) - Cincioni, de Indianenspeurder (Afl., Trouble at Pinnacle Peak, 1957)
- Gunsight Ridge (1957) - Billy Daggett
- Sugarfoot (televisieserie) - De Nachtzwaluw (Afl., Reluctant Hero, 1957)
- Gun Battle at Monterey (1957) - Idwall
- Lassie (televisieserie) - Zwerver (Afl., The Bike, 1957)
- The Gray Ghost (televisieserie) - Corwin (Afl., Manhunt, 1958)
- Sergeant Preston of the Yukon (televisieserie) - Frisco (Afl., Gold Rush Patrol, 1958)
- Fury (televisieserie) - Rol onbekend (Afl., The Horse Nobody Wanted, 1958)
- Trackdown (televisieserie) - Dan Loring (Afl., The Jailbreak, 1958)
- The Restless Gun (televisieserie) - Sam Baggott (Afl., The Gold Star, 1958)
- Maverick (televisieserie) - McClure (Afl., Diamond in the Rough, 1958)
- Dead or Alive (televisieserie) - Stalman (Afl., Passing of Shawnee Bill, 1958)
- Lawman (televisieserie) - Gil Breck (Afl., The Joker, 1958|Wanted, 1958)
- Maverick (televisieserie) - Sheriff (Afl., Alias Bart Maverick, 1958)
- Wagon Train (televisieserie) - Martin (Afl., The Mark Henford Story, 1958)
- Decision (televisieserie) - Russ (Afl., The Tall Man, 1958)
- Maverick (televisieserie) - Stalman (Afl., Holiday at Hollow Rock, 1958)
- Disneyland (televisieserie) - Sheriff Adams (Afl., Law and Order, Incorporated, 1958)
- Sky King (televisieserie) - Charlie (Afl., The Silver Grave, 1956|The Wild Man, 1958)
- Bronco (televisieserie) - Stover (Afl., Brand of Courage, 1958)
- Zorro (televisieserie) - Rol onbekend (Afl., Amnesty for Zorro, 1959)
- Death Valley Days (televisieserie) - Taylor (Afl., Eruption at Volcano, 1959)
- Lone Texan (1959) - Handelaar
- Have Gun - Will Travel (televisieserie) - Sheriff (Afl., Death of a Gunfighter, 1959)
- 26 Men (televisieserie) - Rol onbekend (Afl., Panic at Bishee, 1958|My Brother's Keeper, 1958|Redskin, 1959|Terror in Paradise, 1959)
- The Rebel Set (1959) - King Invader, beat poet
- Here Come the Jets (1959) - Barkeeper
- The Miracle of the Hills (1959) - Dr. Tuttle
- The Alaskans (televisieserie) - Beriah Jackson (Afl., Contest at Gold Bottom, 1959)
- The Life and Legend of Wyatt Earp (televisieserie) - Charlie Andrews (Afl., Last Stand at Smokey Hill, 1959)
- The Life and Legend of Wyatt Earp (televisieserie) - Limey Parkhamp (Afl., The Ring of Death, 1959)
- Bonanza (televisieserie) - Kolonel (Afl., The Paiute War, 1959)
- Maverick (televisieserie) - Dakota Cabman (Afl., Trooper Maverick, 1959)
- Dead or Alive (televisieserie) - Charlie Martin (Afl., Chain Gang, 1959)
- Bronco (televisieserie) - Old man Shirley (Afl., Shadow of Jesse James, 1960)
- Colt.45 (televisieserie) - Rol onbekend (Afl., Impasse, 1960)
- Wichita Town (televisieserie) - Smokey (Afl., Paid in Full, 1960)
- 13 Fighting Men (1960) - Soldaat Ebb
- The Life and Legend of Wyatt Earp (televisieserie) - Mijnvoorman (Afl., The Toughest Judge in Arizona, 1960)
- Lawman (televisieserie) - Willie (Afl., Reunion in Laramie, 1960)
- Perry Mason (televisieserie) - Alan Kirby (Afl., The Case of the Wayward Wife, 1960)
- Maverick (televisieserie) - Kratkovich (Afl., Bundle from Britain, 1960)
- Assignment: Underwater (televisieserie) - Blodgett (Afl., Decoy, 1960)
- Perry Mason (televisieserie) - Jerome Henley (Afl., The Case of the Waylaid Wolf, 1961)
- Tales of Wells Fargo (televisieserie) - Perlesser (Afl., The Hand That Shook the Hand, 1961)
- Posse from Hell (1961) - Charles Hart, begrafenisondernemer
- The Life and Legend of Wyatt Earp (televisieserie) - Rol onbekend (Afl., The Hanging Judge, 1956|A Papa for Butch and Ginger, 1961)
- Stagecoach West (televisieserie) - Rol onbekend (Afl., The Marker, 1961)
- Cheyenne (televisieserie) - Rol onbekend (Afl., Massacre at Gunsight Pass, 1961)
- Cheyenne (televisieserie) - Smokey (Afl., Winchester Quarantine, 1961)
- Lawman (televisieserie) - Wampus Jack (Afl., Firehouse Lil, 1961)
- Cheyenne (televisieserie) - Korporaal McCauley (Afl., Cross Purpose, 1961)
- Valley of the Dragons (1961) - Patoo
- Lawman (televisieserie) - Tom Carver (Afl., The Cold One, 1961)
- Wagon Train (televisieserie) - Jed (Afl., The Saul Bevins Story, 1961)
- Maverick (televisieserie) - Chauncey (Afl., Poker Face, 1962)
- The Tall Man (televisieserie) - Rol onbekend (Afl., Quarantine, 1962)
- Lawman (televisieserie) - Ed Sims (Afl., The Doctor, 1962)
- Rawhide (televisieserie) - Beheerder (Afl., The Peddler, 1962)
- Terror at Black Falls (1962) - Mr. Elliott
- Wagon Train (televisieserie) - Burro Beetle (Afl., The John Turnbull Story, 1962)
- The Firebrand (1962) - Ranger uit Californië
- The Wide Country (televisieserie) - Woody (Afl., The Girl in the Sunshine Smile, 1962)
- Bonanza (televisieserie) - Harry (Afl., The Gamble, 1962)
- Wagon Train (televisieserie) - Rol onbekend (Afl., The Dick Pederson Story, 1962|The Mavis Grant Story, 1962|The Tom O'Neal Story, 1963)
- Gunsmoke (televisieserie) - Harry (Afl., Blind Man's Bluff, 1963)
- Wagon Train (televisieserie) - Harvey Mullins (Afl., The Clarence Mullins Story, 1963)
- Bonanza (televisieserie) - Sam Hostler (Afl., A Question of Strength, 1963)
- The Rifleman (televisieserie) - Joe Fogner (Afl., Hostages to Fortune, 1963)
- Wagon Train (televisieserie) - Doc Barnes (Afl., The Mya Marshall Story, 1963)
- The Dakotas (televisieserie) - Rol onbekend (Afl., Requiem at Dancer's Hill, 1963)
- The Virginian (televisieserie) - Jesse Cooper (Afl., Run Away Home, 1963)
- The Untouchables (televisieserie) - Pete Laffey (Afl., The Man in the Cooler, 1963)
- Rawhide (televisieserie) - Dokter (Afl., Incident of the Pale Rider, 1963)
- The Haunted Palace (1963) - Carmody, koetsier
- Wagon Train (televisieserie) - Briggs (Afl., The Fenton Canaby Story, 1963)
- Gunsmoke (televisieserie) - Barker Mims (Afl., Carter Caper, 1963)
- The Great Adventure (televisieserie) - Rol onbekend (Afl., The Story of Nathan Hale, 1963)
- Arrest and Trial (televisieserie) - Rol onbekend (Afl., We May Be Better Strangers, 1963)
- The Fugitive (televisieserie) - Oude man (Afl., Search in a Windy City, 1964)
- Rawhide (televisieserie) - Rol onbekend (Afl., Incident of the Four Horsemen, 1962|Incident at Alkali Sink, 1963|Incident at Zebulon, 1964)
- Kraft Suspense Theatre (televisieserie) - Rol onbekend (Afl., Doesn't Anyone Know Who I Am?, 1964)
- Wagon Train (televisieserie) - Jenks (Afl., The Ben Engel Story, 1964)
- Daniel Boone (televisieserie) - Rol onbekend (Afl., The Sisters of O'Hannrahan, 1964)
- Burke's Law (televisieserie) - Eliotts Stand In (Afl., Who Killed Madison Cooper?, 1964)
- Bonanza (televisieserie) - Liveryman (Afl., Return to Honor, 1964)
- The Virginian (televisieserie) - St. Louis Post Editor (Afl., The Brazos Kid, 1964)
- Daniel Boone (televisieserie) - Caféhouder (Afl., A Place of 1000 Spirits, 1965)
- Profiles in Courage (televisieserie) - Rol onbekend (Afl., Andrew Johnson, 1965)
- Kraft Suspense Theatre (televisieserie) - Nachtwaker (Afl., Won't It Ever Be Morning?, 1965)
- Burke's Law (televisieserie) - Thomas, de butler (Afl., Who Killed Nobody Somehow?, 1965)
- The Bouny Killer (1965) - Sheriff Jones
- Bonanza (televisieserie) - Holtzmeier (Afl., The Flannel-Mouth Gun, 1965)
- Branded (televisieserie) - Enos Scoggins (Afl., The Greatest Coward on Earth, 1965)
- Laredo (televisieserie) - Jarvis (Afl., A Matter of Policy, 1965)
- The Restless Ones (1965) - Rol onbekend
- Gunsmoke (televisieserie) - Sheriff Ben Foley (Afl., The Hostage, 1965)
- Laredo (televisieserie) - Oude man (Afl., Finnegan, 1966)
- F Troop (televisieserie) - Kolonel Ferguson (Afl., Survival of the Fittest, 1966)
- Bonanza (televisieserie) - Jonesy (Afl., Peace Officer, 1966)
- The Big Valley (televisieserie) - Gallivan (Afl., Turn of a Card, 1967)
- The High Chaparral (televisieserie) - Voorman (Afl., The Widow from Red Rock, 1967)
- The Big Valley (televisieserie) - Everett Gibbons (Afl., A Noose Is Waiting, 1967)
- Gunsmoke (televisieserie) - Grootvader (Afl., Prairie Wolfers, 1967)
- The Big Valley (televisieserie) - Ogden (Afl., Four Days to Furnace Hill, 1967)
- Cimarron Strip (televisieserie) - Bellew (Afl., The Judgment, 1968)
- Gunsmoke (televisieserie) - Stage Depot Attendant (Afl., Lyle's Kid, 1968)
- The Wild Wild West (televisieserie) - Dorpsdokter (Afl., The Night of the Gruesome Games, 1968)
- Gunsmoke (televisieserie) - Jeb (Afl., The Reprisal, 1969)
- Gunsmoke (televisieserie) - Tilman (Afl., The Devil's Outpost, 1969)
- Bonanza (televisieserie) - Jackson (Afl., Company of Forgotten Men, 1969)
- Gunsmoke (televisieserie) - Zack (Afl., Morgan, 1970)
- The Phynx (1970) - Generaal
- Gunsmoke (televisieserie) - Beecher (Afl., The Witness, 1970)
- Night of the Lepus (1972) - Coördinator
- Ghost Story (televisieserie) - Wolfman (Afl., The Graveyard Shift, 1973)
- The Macahans (Televisiefilm, 1976) - Boer
- S.W.A.T. (televisieserie) - Dronkaard (Afl., Dragons and Owls, 1976)

- Biblioteca Nacional de España: XX5526115
- International Standard Name Identifier: 0000 0000 4085 9996
- Library of Congress Control Number: no95040082
- SNAC: w66x3k8r
- Virtual International Authority File: 36502763
- WorldCat: E39PBJmHHcybJ9vCDJRPghwwG3